# Elvet
Elvet är en stadsdel i Durham, i civil parish City of Durham, i kommunen Durham i grevskapet Durham, i England. Ward hade 10 175 invånare år 2011. Elvet var en civil parish från 1866 till 1916 då den blev en del av Durham. Civil parish hade 3 934 invånare år 1911.